# Бежины
Бежины — старинный дворянский род.
Восходит к середине XVII века и записан в VI часть родословной книги Курской губернии.

## Описание герба
Щит разделен на шесть частей, из них в первой и четвёртой в зелёном, в третьей и шестой в золотом полях изображено по одному хлебному снопу; во второй в золотом и пятой части в зелёном полях две пчелы, которые, как и снопы, вид свой имеют переменных с полями цветов.
На щите дворянский коронованный шлем. Нашлемник: золотой распущенный сноп. Намёт на щите зелёный, подложенный золотом. Герб рода Бежиных внесен в Часть 6 Общего гербовника дворянских родов Всероссийской империи, стр. 86.